# ده بزی
ده بزی، روستایی است از توابع بخش مرکزی شهرستان زهک در استان سیستان و بلوچستان ایران.

## جمعیت
این روستا در دهستان قرقری قرار داشته و براساس آخرین سرشماری مرکز آمار ایران که در سال ۱۳۸۵ صورت گرفته‌است، جمعیت آن ۱۵۸نفر (۳۵خانوار) بوده‌است.